# 菲律賓鐵路學院
菲律賓鐵路學院（英語：Philippine Railways Institute, PRI）是菲律賓的鐵道運輸研究和培訓機構，從事包括鐵路管理、營運和維護方面的研究和開發，以及該國鐵路運輸業的相關人員培育。

## 歷史
菲律賓鐵路學院（下稱PRI）由菲律賓和日本政府共同發起成立，甫創建時獲得後者6.9億日元的資助。2019年2月馬尼拉都會區地鐵破土動工後，菲律賓交通部與日本國際協力機構在會議上批准PRI課程，首批人員透過日本政府的撥款於2019年7月至12月間分批前往日本接受培訓。
PRI根據總統羅德里戈·杜特蒂於2019年11月21日簽署的第96號行政命令正式成立，成為交通部下轄的一個研究和培訓中心。

## 管理
PRI由一名中央副部長級別的執行董事管理，其應具備相關領域的碩士學位和交通運輸的發展經驗。

## 任務
PRI是菲律賓鐵路運輸業的人力資源發展中心，該機構具有研究和認證兩種性質，預計成為該國鐵路列車駕駛和工程師執照的簽發機構。

## 外部連結
- 菲律賓鐵路學院的Facebook專頁